# Kanton Charleville-Centre
Der Kanton Charleville-Centre war von 1973 bis 2015 ein französischer Wahlkreis im Arrondissement Charleville-Mézières, im Département Ardennes und in der Region Champagne-Ardenne; sein Hauptort (frz.: chef-lieu) war Charleville-Mézières. Die landesweiten Änderungen in der Zusammensetzung der Kantone brachten im März 2015 seine Auflösung. Vertreter im Generalrat des Départements war zuletzt André Marquet.

## Gemeinden
Der Kanton bestand aus zwei Gemeinden und einem Teil der Stadt Charleville-Mézières:
| Gemeinde                         | Einwohner (Stand: 2022) | Code postal | Code Insee |
| -------------------------------- | ----------------------- | ----------- | ---------- |
| Aiglemont                        | 1675                    | 08090       | 08003      |
| Charleville-Mézières (teilweise) | 8.954                   | 08000       | 08105      |
| Montcy-Notre-Dame                | 1560                    | 08090       | 08298      |

Die insgesamt 45.634 Einwohner umfassende Stadt Charleville-Mézières war auf mehrere Kantone aufgeteilt.

## Bevölkerungsentwicklung
| 1990   | 1999   | 2006   | 2012   |
| ------ | ------ | ------ | ------ |
| 13.129 | 12.746 | 12.336 | 12.221 |